# Robert Mitchell (homme politique français)
Pour les articles homonymes, voir Robert Mitchell.
Robert Mitchell, dit Robert-Mitchell, né le 21 mai 1839 à Bayonne et mort le 2 janvier 1916 dans le 16e arrondissement de Paris, est un homme politique et journaliste français.

## Biographie
Isidore-Hyacinthe-Marie-Louis-Robert Mitchell est le fils d'un Anglais grand-officier de l’ordre d’Isabelle la Catholique, Michael-George Mitchell (1795-1880), et d'une Espagnole, Anaïs Céleste Senez. Son parrain est don Carlos, prétendant carliste qui, en manière de présent, déposa dans son berceau le brevet de capitaine dans son armée, pour lors en pleine débandade, ce qui fit dire qu’il était son père biologique.
Monté de bonne heure à Paris, Mitchell collabora à la presse théâtrale dès 1856. En 1857, il alla à Londres rédiger le journal anglais, The Atlas (en) . De retour en France, il s’engagea volontairement afin de pouvoir affirmer sa nationalité française. Resté juste ce qu’il fallait au service militaire, qui ne le séduisait pas, pour ce but, il entra, en 1860, aux « Journaux réunis » comme rédacteur politique, du Constitutionnel. En 1862, il passa au Pays en la même qualité. L’année suivante, il quitta le Pays pour entrer à la rédaction du Nord de Bruxelles, puis à celle de l’Étendard, en 1865. Rentré au Constitutionnel en 1866, il effectua ensuite un court passage à la Patrie, avant de faire en 1867 une seconde rentrée au Constitutionnel, où il remplaça Henri Baudrillart, comme rédacteur en chef en 1869. Dans cette situation, il se fit l’organe du tournant libéral du Second Empire et ne fut pas sans influence sur le mouvement d’opinion qui devait amener Émile Ollivier au pouvoir.
Il appuya la politique du gouvernement Ollivier, non sans risquer, çà et là, quelques critiques et, dès le début de l’agitation née de l’acceptation de la couronne d’Espagne par un prince allemand, il se prononça contre la guerre avec une énergie qui lui valut les injures et les menaces des agitateurs résolue à entrer à Berlin sans retard. Nommé, au début de la guerre, commandant des mobiles des Basses-Pyrénées et n’ayant pu obtenir d’être attaché à un corps d’armée opérant sur le Rhin, il donna sa démission pour s’engager aux zouaves de la Garde. Il alla aussitôt rejoindre, le 17 aout, l’armée du maréchal Mac-Mahon, prit part en conséquence aux opérations de cette armée et assista à la débâcle de Sedan, où il fut fait prisonnier. Emmené en Allemagne, il fut retenu trois mois dans les casemates de Kosel et quatre dans la forteresse de Neisse, en Silésie prussienne.
De retour en France, en avril 1871, il fonda, le 4 décembre suivant, avec François-Hubert Débrousse, le Courrier de France qui, au début, parut devoir appuyer la république modérée, en tout cas abandonner toute idée de retour à « un système qui a ruiné la France. » Cependant le Courrier de France ne tarda pas à attaquer Adolphe Thiers et son gouvernement avec un véritable acharnement.
En 1873, Débrousse ayant cédé le Courrier et racheté la Presse, Mitchell y entra comme rédacteur en chef et y poursuivit la même campagne mais, loin d’appuyer les projets de fusion lorsqu’ils se manifestèrent, il les combattit avec ardeur et dut en conséquence quitter la Presse. En avril 1874, il prit la direction du Soir, qu’il conserva jusqu’aux élections de 1876.
Élu, en 1876, député bonapartiste de la Gironde  pour l’arrondissement de La Réole, contre le député sortant, le républicain modéré Armand Caduc, il prit place au groupe de l’Appel au peuple, et se fit remarquer à l’Assemblée, peu à son avantage à coup sûr, par ses interruptions bruyantes et répétées et par l’étonnante fantaisie de ses propositions. Rendu à ses foyers en 1881, il est réélu député de la Gironde de 1889 à 1893, sous l’étiquette boulangiste. Il est également conseiller général du canton de Montaigne.
Après sa défaite en 1893, il reprend sa carrière de journaliste, notamment au Gaulois. Il avait épousé, le 15 septembre 1879, Henriette Davy de Boisroger (1851-1919), dont il eut une fille, Gilberte Isabelle (1888-1970). Il fut fait chevalier de la Légion d’honneur en 1868.
Le 2 janvier 1916, il meurt à son domicile du no 88 de l'avenue Mozart. Après une cérémonie religieuse à l'église de la rue de l'Assomption, son corps est inhumé au cimetière de Montmartre.

### Sources
- Adolphe Bitard, Dictionnaire de biographie contemporaine française et étrangère : contenant les noms, prénoms, pseudonymes de tous les personnages célèbres du temps présent, l’histoire de leur vie, de leurs actes et de leurs œuvres, la date de leur naissance et des principaux évènements de leur carrière, etc., t. augmenté d’un supplément, Paris, Léon Vanier, 1880, 1198 p. (lire en ligne), p. 910.
- « Robert Mitchell (homme politique français) », dans Adolphe Robert et Gaston Cougny, Dictionnaire des parlementaires français, Edgar Bourloton, 1889-1891 [détail de l’édition]
- « Robert Mitchell (homme politique français) », dans le Dictionnaire des parlementaires français (1889-1940), sous la direction de Jean Jolly, PUF, 1960 [détail de l’édition]